# Konsumerziehung
Unter Konsumerziehung versteht man eine Erziehung, deren Ziel es ist, einen Menschen zu befähigen zu beurteilen, wie viel Konsum notwendig, verhältnismäßig und realisierbar ist. Sie spielt vor allem in der Erziehung von Kindern und Jugendlichen eine wichtige Rolle, da deren Persönlichkeitseigenschaften noch zu entwickeln sind. Konsumerziehung ist eine Voraussetzung für den Menschen, in der sogenannten „Konsumgesellschaft“ selbstbestimmt handeln zu können.

## Problematik
Die Konsumgüterindustrie entdeckt zunehmend Kinder und Jugendliche als zahlungsfähige Kunden. Durch immer ausgefeiltere Werbemethoden versucht sie vor allem im Fernsehen und Internet diese Personengruppe anzulocken. Besagte Methoden wecken in den Kindern und Jugendlichen die Illusion des Bedürfnisses nach verschiedenen Produkten. Außerdem kann die Werbung durch verschiedene Gruppendynamiken zur starken Orientierung an Marken und bestimmten Produkten führen. Diese Art von Konsum, bei dem das Ziel nicht die Eigenversorgung, sondern die Anerkennung anderer ist, nennt sich Geltungskonsum. Laut der Studie „Jugendkonsum im 21. Jahrhundert“ zeigen 28 % der Jugendlichen ein solches Verhaltensmuster. Dadurch entwickeln sich für die dafür empfänglichen Jugendlichen auch finanzielle Probleme, die durchaus in Schulden enden können.

## Lösungsmöglichkeiten
Die Konsumerziehung versucht dieser Problematik entgegenzuwirken. Dabei spielt der Anfangszeitpunkt der Erziehungsmethoden-Anwendung eine entscheidende Rolle. An zwei- oder dreijährigen Kindern kann oft beobachtet werden, dass sie aus Neugier alles betrachten und dass sie haben wollen, was sie sehen. Hier sollte die Konsumerziehung zum ersten Mal von den Eltern als primäre Bezugspersonen angewendet werden.
Ein wichtiger Ansatz der Konsumerziehung besteht darin, sich mit den Kindern aktiv zu beschäftigen, anstatt sie mit Fernsehen zu berieseln. In diesem Sinne stellen Kindertagesstätten mit Ganztagsbetreuung eine wichtige Anlaufstelle für berufstätige Eltern dar. Auch den Kindern zu zeigen, dass nicht nur materielle Werte zählen, trägt einen wesentlichen Teil dazu bei, dass ihre Erziehung gelingt. Dennoch sollte sich Eltern und sonstige erzieherisch Verantwortliche mit den Wünschen der Kinder beschäftigen und ihnen auch einige ihrer Wünsche erfüllen.